# Psiadia cataractae
Psiadia cataractae là một loài thực vật có hoa thuộc họ Asteraceae.
Loài này chỉ có ở Mauritius.
Môi trường sống tự nhiên của chúng là rừng khô nhiệt đới hoặc cận nhiệt đới.